# Антоній Радиловський
Антоній Радиловський (Антін; дата нар. невід. — пом. бл. 1586) — руський православний релігійний діяч. Єпископ Перемишльський і Самбірський у 1549–1581 роках.

## Життєпис
У 1537—1549 роках був єпископом-коад'ютором Перемишльського єпископа Лаврентія Терлецького, а після його смерті став правлячим єпископом Перемишльським. У серпні 1549 року отримав призначення на адміністратора Львівської єпархії до вирішення проблем, пов'язаних із єпископом Арсенієм Балабаном.
В 1550 році отримав у короля Сигизмунда Августа привілей на забудову території навколо православного кафедрального собору у Перемишлі, за умови спорудження навколо муру, що буде захищати місто із східного боку. На підставі цього привілею, єпископ забудував будинками простір району, в якому поселив своє духовенство, службовців та ремісників, котрі підлягали винятково його юрисдикції. В зв'язку із тим, частина міста отримала назву "Владиче", як власність "владики" - єпископа. Жителі району сплачували єпископу, а згодом капітулі чинш (податок). Відповідно до привілею, протягом кількох років єпископ Антоній збудував східну муровану оборонну стіну із - від південного боку Львівської брами, аж що вежі ковалів, де був розміщений у стіні хрест, котрий означав кінець єпископського муру. Фрагмент саме цієї частини перемиських середньовічних фортифікацій, залишився після їх демонтажу в австрійський період.
В 1554 році (за іншими даними — в 1540) за дозволом польської королеви Бони Сфорци, збудував у Самборі храм Пречистої Діви Марії. Через значні фінансові труднощі, храм був побудований з дерева і простояв до 1737 року. Відповідно до привілею короля Сигизмунда Августа, розбудував східний район Перемишля, котрий отримав назву Владиче та східну частину мурів міста , що фрагментарно збереглись донині.
Відзначався як поціновувач книг.